# Üssinghausen
Üssinghausen ist ein nach Hardegsen eingemeindetes Dorf mit etwa 150 Einwohnern.

## Geographie
Üssinghausen liegt zwischen Solling im Westen und Weper im Osten im Tal der Espolde an der Einmündung des Krummelbachs in einer Höhe von 240 bis 265 m ü. NN. Die Siedlung grenzt unmittelbar nördlich an Trögen und liegt südöstlich von Espol.

## Geschichte
1284 wurde der Ort erstmals in einer das Kloster Fredelsloh betreffenden Urkunde als Uftzingehusen erwähnt. Im 16. Jahrhundert gleicht sich die Namensform deutlich der heutigen an, 1585 wird die Namensform Uessinghausen in den Trögen erwähnt. Im Mittelalter war der Ort in welfischem Besitz. 1562 wurde das herzogliche Gut und das Gericht Üssinghausen durch den Landesfürsten an verschiedene Adelsfamilien übertragen, im 18. Jahrhundert fiel es wieder an den Landesherrn zurück. Das Patrimonialgericht und auch die politische Verwaltung des Adeligen Gerichts Üssinghausen wurden 1849 aufgelöst, der Ort wurde in das Amt Moringen und später in den Kreis Northeim eingegliedert. Das Dorf blieb bis zur Eingemeindung am 1. März 1974 eine selbständige Gemeinde.

## Politik
Üssinghausen hat einen fünfköpfigen Ortsrat, der seit der Kommunalwahl 2021 ausschließlich von Mitgliedern der "Bürgerliste Üssinghausen" besetzt ist. Die Wahlbeteiligung lag bei 78,18 Prozent.

## Kultur
Im Vereinsbereich wird eng mit dem Hardegser Ortsteil Trögen zusammengearbeitet, so bei der Freiwilligen Feuerwehr Trögen-Üssinghausen, dem Männergesangverein Trögen-Üssinghausen, dem Frauenkreis Trögen-Üssinghausen der Laurentiusgemeinde und der SSG Trögen-Üssinghausen.